# Casa de la Villa (Ademuz)

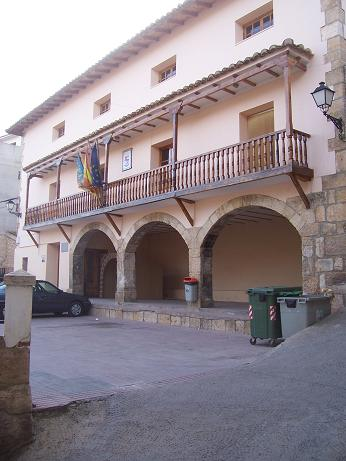
Casa de la Villa.. Ademuz.

La Casa de la Villa o Ayuntamiento es un edificio civil que se halla en la villa de Ademuz, provincia de Valencia (España). Actualmente la Casa de la Villa sigue siendo el ayuntamiento de la localidad.

## Situación
La Casa de la Villa preside la Plaza del Ayuntamiento, verdadero centro neurálgico de la villa medieval. En ella se sitúan diversos edificios de importancia, tanto desde el punto de vista administrativo y económico, como religioso: la Casa de la Villa (Ayuntamiento), la Cambra Vieja del Trigo (antiguo almudín o almacén municipal de grano), la Casa Abadía y la desaparecida iglesia de Nuestra Señora de la Plaza, que funcionó durante varios siglos como segunda parroquial.

## Historia
Ya en el siglo XVI hay constancia de un edificio sede de la municipalidad, donde se reunían Justicia y Jurados de la villa, sin embargo el actual parece ser una construcción erigida en el siglo siguiente.
De hecho hay noticia que el terremoto que asoló la villa de Ademuz y su término en junio de 1656 destruyó el antiguo edificio municipal. El seísmo tuvo lugar la mañana del 7 de junio, ocasionando además el derribo de gran parte del castillo, la antigua iglesia parroquial de San Pedro Intramuros y numerosas casas.

## Descripción
Es un edificio de dimensiones considerables, de planta rectangular. Lo más característico de la Casa de la Villa es la arcada de cantería de la planta baja o lonja que sirvió también en los animados mercados del pasado. Además, posee una planta noble con balconada corrida y un piso alto de menor altura y con serie de pequeños vanos. Dicha distribución está dentro de la tradición aragonesa para los edificios municipales.